# Гоголівка (Мелітопольський район)
Го́голівка —  село в Україні, у Мелітопольському районі Запорізької області. Входить до складу Чкаловської сільської громади. Населення становить 469 осіб.

## Географія
Село Гоголівка розташоване на відстані 2 км від села Мусіївка та за 4 км від села Чеховка (Херсонська область). Поруч проходить залізниця, станція 51 км за 4 км.
У селі є вулиці: Гагаріна, Перемоги, Садова, Центральна та Шкільна.

### Клімат
Клімат села помірно континентальний, зі спекотним літом і малосніжною, переважно теплою зимою, характеризується чітко означеною посушливістю.
| Клімат Гоголівки          | Клімат Гоголівки | Клімат Гоголівки | Клімат Гоголівки | Клімат Гоголівки | Клімат Гоголівки | Клімат Гоголівки | Клімат Гоголівки | Клімат Гоголівки | Клімат Гоголівки | Клімат Гоголівки | Клімат Гоголівки | Клімат Гоголівки | Клімат Гоголівки |
| Показник                  | Січ.             | Лют.             | Бер.             | Квіт.            | Трав.            | Черв.            | Лип.             | Серп.            | Вер.             | Жовт.            | Лист.            | Груд.            | Рік              |
| Середній максимум, °C     | −0,3             | 0,4              | 4,8              | 13,9             | 21,1             | 25,8             | 28,3             | 27,6             | 22,1             | 14,6             | 7,1              | 2,6              | 13               |
| Середня температура, °C   | −3,3             | −2,7             | 1,3              | 9,3              | 15,9             | 20,3             | 22,6             | 21,9             | 16,6             | 10,0             | 4,0              | 0,0              | 9                |
| Середній мінімум, °C      | −6,3             | −5,7             | −2,2             | 4,7              | 10,8             | 14,9             | 17,0             | 16,2             | 11,1             | 5,4              | 0,9              | −2,6             | 5                |
| Норма опадів, мм          | 36               | 33               | 29               | 30               | 41               | 48               | 47               | 35               | 32               | 25               | 35               | 42               | 433              |
| ------------------------- | ---------------- | ---------------- | ---------------- | ---------------- | ---------------- | ---------------- | ---------------- | ---------------- | ---------------- | ---------------- | ---------------- | ---------------- | ---------------- |
| Джерело: climate-data.org |                  |                  |                  |                  |                  |                  |                  |                  |                  |                  |                  |                  |                  |

## Історія
Засноване 1924 року як два окремих хутори — Вільний та Любий.
Село постраждало від Голодомору 1932—1933 років, організованого радянським урядом з метою винищення місцевого українського населення. Кількість встановлених жертв згідно з даними Державного архіву Запорізької області — 12 осіб. У сусідньому виселку Любовка згідно з даними архіву відомо про 9 померлих.
29 вересня 1958 року до села приєднано виселок Любовка.
У 1959 році перейменоване в село Гоголівка.
У 1962-1965 роках належало до Михайлівського району Запорізької області, відтак у складі Веселівського району.
До 2017 року орган місцевого самоврядування - Гоголівська сільська рада.

## Населення
За переписом населення України 2001 року в селі мешкало 465 осіб.

### Мова
Розподіл населення за рідною мовою за даними перепису 2001 року:
| Мова       | Відсоток |
| ---------- | -------- |
| українська | 89,34 %  |
| російська  | 9,81 %   |
| білоруська | 0,64 %   |
| болгарська | 0,21 %   |

## Релігія
У селі є парафія та храм Різдва Пресвятої Богородиці, що належать до Веселівського благочиння Запорізької єпархії Православної Церкви України.